# Seigneurie du Triton
Pour les articles homonymes, voir Triton.
La Seigneurie du Triton est une pourvoirie de chasse et pêche située dans la municipalité du Lac-Édouard, dans l'agglomération de La Tuque, en Haute-Batiscanie, dans la région administrative de la Mauricie, en la province de Québec, Canada. Cette pourvoirie qui occupe un territoire privé et à droit exclusif de 50 km2, comporte trois auberges forestières et ancestrales qui sont accessibles que par voie maritime.

## Géographie
Le territoire de la pourvoirie s'intègre à la réserve de biodiversité de la Seigneurie-du-Triton, qui couvre une superficie de 407,7 km2. Elle se localise à environ 45 km (en ligne directe) au nord-est du centre-ville de La Tuque. Cette réserve se situe en partie sur le territoire de la Ville de La Tuque dans la région administrative de la Mauricie, et en partie sur le territoire non organisé de Lac-Croche, de la MRC de La Jacques-Cartier de la région administrative de la Capitale-Nationale. Les coordonnées de cette réserve, située dans la province naturelle des Laurentides, sont entre le 47°28’ et le 47°43’ de latitude nord et le 71°50’ et le 72°15’ de longitude ouest. Ce territoire comprend notamment le secteur du « Lac des 3 caribous » et du « Lac Brûlé ».

## Histoire
Le « Triton Fish & Game Club » s'avère l'un des plus anciens clubs de chasse et de pêche d'Amérique du Nord. Jadis très aristocratique, ce Club a accueilli de grandes personnalités de l'histoire mondiale notamment Winston Churchill (Premier Ministre du Royaume-Uni) et des présidents américains dont Theodore Roosevelt et Harry Truman, ainsi que des membres des familles Rockefeller et Molson.
L'ingénieur ferroviaire Alexander Luders Light a fondé le "Triton Fish and Game Club" en 1886, sur un territoire comprenant plus de 200 lacs. Construit en 1893, le Club House du "Triton Fish & Game Club", affiche sur ses murs de lambris des bribes d'histoire de cet ancien club privé: photos anciennes, artéfacts, trophées de chasse conservés grâce à la taxidermie et de meubles d'époque. Le patrimoine architectural du Club House et du site a été respecté. Le rez-de-chaussée du Club House comporte le Hall des Présidents, les trois salles à manger, le bar, le boudoir et l’accueil-boutique. Les visiteurs y trouveront cinq foyers 
et poêles à bois. Le Club House comprend 22 chambres, toutes rustiques et de dimensions modestes, situées surtout à l’étage et accessibles par le grand escalier du Hall des Présidents. La Seigneurie du Triton comporte aussi les auberges Le Batiscan et Le Faunique, construites en bois.
Encore aujourd'hui, ce territoire sauvage est uniquement accessible aux visiteurs par l'eau, grâce à une navette parcourant deux kilomètres, afin de protéger le caractère naturel de ce site historique. Plusieurs activités caractérisent la pourvoirie "La Seigneurie du Triton" et la Pourvoirie Baie Johan-Beetz: pêche, hébergement, alimentation, sentiers sauvages, activités sportives (sur terre ou sur l'eau)… La faune et la flore peuvent être observées grâce à huit sentiers et des activités dans la nature. Le territoire desservi couvre 50 km2 (19 milles carrés), incluant 12 lacs et la rivière Batiscan. Les lacs les plus importants du territoire sont le Lac aux Biscuits, le Lac La Charité et le Lac-à-la-Croix. Ce dernier fait partie du parcours de la rivière Batiscan.

### Toponymie
L'arrêt ferroviaire "Club-Triton" a été inscrit officiellement le 5 décembre 1968 à la Commission de toponymie du Québec. Ses coordonnées décimales sont: longitude -72.24389; latitude 47.61306.